# Bota jménem Melichar
Bota jménem Melichar je český dětský film z roku 1983 režiséra Zdeňka Trošky; vznikal v areálu Základní školy Bítovská v Praze 4. Hudbu složil Karel Vágner, titulní píseň nazpívali Petr Kotvald a Stanislav Hložek.

## Děj
Děj se odehrává ve školním prostředí. Prvňáček Honzík první den školy zjistí, že jeho kamarád David jde do školky, místo do školy. Honzík je z toho smutný a vůbec to nechápe. Ve škole se seznámí se spolužačkou Janičkou, kterou ze začátku nemá rád a přezdívá ji Nosál Sosál. Jeho sestra Jolana chodí do osmé třídy a je zamilovaná do deváťáka Radima Dochleby. Ve škole je nutné se přezouvat. Potom se však začnou ztrácet ve škole oblečení a boty. Prvňáček Honzík se skamarádí s Radimem a společně dopadnou zlodějku. Nakonec se Honzík s Janičkou usmíří a stanou se z nich kamarádi; Jolana pak začne chodit s Radimem.

## Obsazení
| David Rauch                                       | Radim           |
| Tomáš Růžička                                     | Bakula          |
| Regina Zahradníková                               | Jolanka         |
| Michaela Krešlová                                 | Radka           |
| Milada Štýbrová                                   | Lamková         |
| Martin Šotola                                     | Honzík          |
| Magdalena Ledvinková                              | Janička (Nosál) |
| Eva Salzmanová                                    | Adamová         |
| Jiřina Jirásková                                  | Moutelíková     |
| Alena Karešová                                    | fyzikářka       |
| Jiřina Jelenská                                   | Květová         |
| Jana Vaňková                                      | Štěbetovská     |
| Růžena Rudnická                                   | Zanásková       |
| Dana Syslová                                      | matka           |
| Václav Mareš                                      | ředitel školy   |
| žáci a učitelé ZDŠ v Bítovské ulici, Praha-Michle |                 |